# Татяна Самойлова
Татя́на Евге́ниевна Само́йлова (на руски: Татьяна Самойлова) е съветска и руска актриса.

## Биография
Татяна Самойлова е дъщеря на актьора Евгений Валерианович Самойлов и Зинаида Илинична Левина и внучка на Константин Станиславски През 1937 г. семейството се премества в Москва, защото бащата иска да работи с Всеволод Мейерхолд.
През ученическите си години Татяна първоначално иска да стане балерина, но след това се обучава като актьор в Шчукинското театрално училище, въпреки че дори почти получава ангажимент в Болшой театър. Впоследствие тя играе в няколко театъра: в ГИТИС, в театъра на Владимир Маяковски и в театъра на Евгений Вахтангов – там тя придобива първите си уроци. Тя прави своя филмов дебют във филма на Владимир Каплуновски „Мексиканец“ през 1956 г. Получава международно признание с ролята на Вероника в „Летят жерави“. Унгарският филм „Alba Regia“ (1961) на Михали Шемес и руският игрален филм „Ана Каренина“ (1967) на Александър Сърчи, в който тя играе главната роля, са сред най-известните ѝ филми.
На ретроспективата на 56-ия Международен филмов фестивал в Берлин през 2006 г. тя е представена под мотото „Жени мечта“. Звезди в киното от петдесетте празнуват с филма „Летят жерави“.
Тя е омъжена четири пъти, включително за актьора Василий Лановой. Тя е заслужил артист на РСФСР.
Когато Татяна Самойлова играе, това може да се опише като естествено и изразително. С дълбока интелигентност и скрита екзотика, тя успвя да изрази щастие и болка едновременно, без да изглежда напрегната. Нейната игра е сърцераздирателна, жизнена и „експресивна като пламък“, така че зрителят се чувства емоционално свързан с нея от първия момент. „Жена „от народа“, в най-добрия и красив смисъл, която успява да ни накара да изживеем нейната филмова съдба като за първи път, въпреки че сме я гледали вече десетки пъти.“
В Кан я наричат „руската Одри Хепбърн“.
Самойлова почива в московска болница на 80-ия си рожден ден през май 2014 г.

## Избрана филмография
| година | филм                | оригинално заглавие   | роля     | режисьор         |
| ------ | ------------------- | --------------------- | -------- | ---------------- |
| 1957   | Летят жерави        | Летят журавли         | Вероника | Михаил Калатозов |
| 1959   | Неизпратеното писмо | Неотправленное письмо | Таня     | Михаил Калатозов |